# Grozăvești, Olt
Grozăvești este un sat în comuna Drăghiceni din județul Olt, Oltenia, România.